# 치콰와현

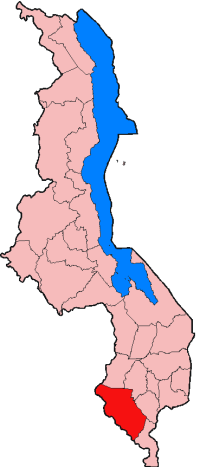
치콰와 현

치콰와현(Chikwawa District)는 말라위 남부 주에 위치한 현으로, 현도는 치콰와이며 면적은 4,755km2, 인구는 356,682명이다. 음완자 현과 블랜타이어 현, 티올로 현, 은산제 현과 인접해 있으며 모잠비크와 국경을 맞대고 있다.